# CollectiveAccess
CollectiveAccess ist eine Webanwendung zur Katalogisierung und Veröffentlichung von Museums- und Archivsammlungen. Die Software wurde von dem New Yorker Softwareunternehmen Whirl-i-Gig in Zusammenarbeit mit Museen erstellt und im Jahr 2007 unter der Open-Source GNU Public License veröffentlicht.

## Funktionsumfang
Die Software wird für die digitale Dokumentation und das Management von Sammlungen verwendet. Sie besteht aus einer Datenbank und einem Templating-System zur öffentlichen Präsentation der Datenbank-Inhalte. Providence ist die zentrale Katalogisierungsanwendung, in der Daten, Medien und Metadaten angegeben werden; Pawtucket ist das optionale, öffentliche Webzugriffstool für die digitale Veröffentlichung und Suche. Providence ist hochgradig konfigurierbar und unterstützt viele Metadatenstandards, Datentypen und Medienformate, Pawtucket bietet die Möglichkeit, Websites rund um die mit Providence verwalteten Daten zu erstellen.
Eine Besonderheit des Programms ist, dass die Datenmodellierung und Konfiguration von Eingabemasken fast vollständig über die grafische Benutzeroberfläche konfiguriert wird. Hierbei sind komplexe, mehrfach gestaffelt gruppierte Felder, Item Relations und kontrollierte Vokabulare möglich. Das System ist nativ webbasiert. Technisch gesehen benötigt man einen LAMP-Server, aber auch unter Windows (XAMPP) oder MacOS (MAMP) ist die Software nutzbar. Apache, NGNX, PHP 7, MySQL oder MariaDB, Imagick werden ebenfalls benötigt. Das Hosting ist ebenfalls über die CollectiveAccess-Entwickler Whirl-i-Gig verfügbar. CollectiveAccess ist mit mehreren Bibliotheksstandards wie Dublin Core, PBCore oder VRA Core vorkonfiguriert. Es ist keine Programmierung erforderlich und es wird die mehrsprachige Katalogisierung unterstützt. Es sind verschiedene Plugins zur Erweiterung der Kernfunktionalität der Anwendung verfügbar. Dies sind beispielsweise Zeitleisten, Visualisierungen oder Bildlizenzen, die hinzugefügt werden können. Es ist in der Lage, umfangreiche Objektbeziehungen herzustellen, Thesauri können frei importiert und erstellt werden und auch Linked Open Data sind mit CollectiveAccess möglich. Es gibt ebenfalls ein Modul des Content-Management-Systems Drupal, wobei CollectiveAccess im Backend und Drupal im Frontend genutzt werden kann. Die Palette an unterstützten Audio-, Video- und Multimedia-Formaten ist sehr groß, weshalb die Software von vielen Filmarchiven genutzt wird. Es ist keine aktive Internetverbindung für die Nutzung nötig.

## Verbreitung/Anwendungsgebiete
Die Anwendung wird international von Wissenschafts- und Kultureinrichtungen genutzt. Hauptsächlich verbreitet ist CollectiveAccess in den Vereinigten Staaten, Kanada und Belgien und den Niederlanden, aber auch in Deutschland findet die Software Anwendung.
In Berlin wird sie beispielsweise von Looted Cultural Assets verwendet, ein Zusammenschluss von Bibliotheken, die sich für die Ermittlung und Restitution von NS-Raubgut engagieren. Die Software wird außerdem von den Münchner Stadtmuseen mit dem Lenbachhaus und der Villa Stuck genutzt. Eine weitere deutsche Einrichtung, welche CollectiveAccess nutzt, ist beispielsweise Arsenal – Institut für Film und Videokunst. Auch ein Projekt der Deutschen Kinemathek und der Bundeszentrale für politische Bildung nutzten das Internet-Archiv CollectiveAccess für eine Sammlung von Materialien zum Thema "Wir waren so frei … Momentaufnahmen 1989/1990".
International nutzen beispielsweise das Jüdische Museum Prag und das Museum of History & Industry in Seattle das System.

## Geschichte
Das Collective-Access-Projekt begann im Jahre 2003 als Reaktion auf den Mangel an nicht-kommerziellen erschwinglichen Open-Source-Lösungen für die digitale Sammlungsverwaltung. Von Beginn an versuchten die Gründer den Bedarf etablierter Archiv- und Bibliotheksstandards und die unvermeidlichen Eigenheiten realer institutioneller Anforderungen zu erfüllen. Zehn Jahre lang arbeitete das Team direkt mit Organisationen weltweit zusammen, um spezialisierte Metadatenschemata und Workflows für Sammlungen zu erstellen, die von paläontologischen Proben über bildende Künste und Lokalgeschichte bis hin zu diversen Multimedia-Inhalten reichen. Heutzutage wird die Software auf fünf Kontinenten und von mehr als 100 Institutionen genutzt.